# Sorona (polímero)

Poli (tereftalato de trimetileno) (PTT)

Sorona es una fibra sintética de la familia de polímeros tereftalato de politrimetileno o PTT (por las iniciales en inglés de poly trimethylene terephthalate) de la empresa DuPont.
En una alianza entre DuPont y Tate & Lyle PLC, han producido este producto usando un proceso de purificación de almidón de maíz y fermentación con Escherichia coli. Este método tiene un menor gasto de energía, reduce las emisiones y emplea recursos naturales renovables, en lugar de derivados del petróleo.
En primer lugar, se fabricaba principalmente a base de petróleo; se estimaba que en el año 2006 habría disponibles cantidades a escala comercial del producto obtenido del maíz. En julio del 2012, contenía el 37% (en peso) de materia prima renovable basada en cultivos anuales.

## Características
- Posee una resistencia natural a las manchas, al no tener sitios receptores de pigmentos para atraerlas permanentemente a las fibras.
- Permite el dibujado a temperaturas inferiores al punto de ebullición, aproximadamente a 85 °C.
- Posee una suavidad mayor al nailon y al tereftalato de poliéster, similar al tereftalato de polibutileno.
- Tiene una recuperación al estiramiento mayor que el nailon, tereftalato de poliéster y tereftalato de polibutileno; hasta un 120% de tensión sin sufrir deformación.

## Productos
Las aplicaciones de la fibra Sorona son variadas:
- Indumentaria
- Industria automovilística
- Alfombras domésticas y residenciales (Mohawk Industries, Inc. bajo la marca SmartStrand™) con alto grado de durabilidad, suavidad y resistencia a las manchas. Ofrecerán Garantía Limitada al Tiempo de Vida de Mohawk (Mohawk's Limited Lifetime Warranty) para la resistencia a las manchas.